# NGC 2061
NGC 2061 é um asterismo na direção da constelação de Columba. O objeto foi descoberto pelo astrônomo John Herschel em 1836, usando um telescópio refletor com abertura de 18,6 polegadas. 